# Natalie Burton
Natalie Burton (nacida el 23 de marzo de 1989 en Perth, Australia) es una jugadora de baloncesto australiana. Con 1.94 metros de estatura, juega en la posición de pívot.